# Gitta
A Gitta a német nyelvben a Brigitta, a magyarban a Margita beceneve.

Óír, német eredetű.
Jelentése: Erős, erélyes

## Gyakorisága
Az 1990-es években igen ritka név, a 2000-es években nem szerepel a 100 leggyakoribb női név között.

## Névnapok
- június 10.[2]
- október 11.[2]

## Híres Gitták
- Alpár Gitta (eredetileg Klopfer Regina) opera-énekesnő, színésznő
- Halász Gitta (eredetileg Holzer Margit) opera-énekesnő, a Magyar Állami Operaház örökös tagja
- Ráczkó Gitta paralimpiai bajnok úszó